# 手塚粲
手塚 粲（てづか ゆたか、1900年（明治33年） - 1986年（昭和61年）5月14日）は、日本の会社員、アマチュア写真家。丹平写真倶楽部のメンバー。手塚治虫の父としても知られる。

## 概要
司法官・手塚太郎の子として東京に生まれる。
1921年（大正10年）、中央大学法学部を卒業後、大阪の住友倉庫に入社する。後に、住友伸銅鋼管（1935年〔昭和10年〕、住友金属工業となる）に異動となる。同社にて勤務する一方、当初は東京写真研究会関西支部に所属、その後、丹平写真倶楽部へと参加した。前衛的な写真家であったとされ、丹平写真倶楽部においては、その実験的作風によって台頭し、丹平十傑の一人とされた。
「写真家四十八宜（しゃしんをうつすひとよんじうはちよろし）」は、48ヶ条にわたって写真家の心得をまとめたもので、丹平写真倶楽部の会員であった安井仲治によって光芒亭主人の名で発表されたが、これは同じく同倶楽部の会員であった手塚とともに考え出したものとされる。
1941年（昭和16年）3月、ナチス・ドイツの迫害から逃れて神戸に滞在していたユダヤ難民を、安井仲治、川崎亀太郎、河野徹、椎原治、田淵銀芳ら丹平写真倶楽部のメンバーと共に撮影した。この時、当時12歳の手塚治虫が同行していた写真が『大阪人』2002年10月号に掲載されている。撮影された一連の写真は、同年5月に開催された第23回丹平展において、「流氓ユダヤ」シリーズとして発表された。
同月、手塚は太平洋戦争（第二次世界大戦）による召集を受け、満州国、朝鮮、フィリピン、オランダ領スマトラに出征する。そのため、写真家としての活動は途切れた。1946年（昭和21年）1月復員し、戦後には、「手塚北風」の名で再び作品を発表した。
のち、息子の治が漫画家として成功し、1960年に東京で自宅を新築すると、夫婦で東京に引き取られて、治一家と同居した。会社員歴をいかし、虫プロダクションの経理を手伝ったこともある。虫プロダクションの社員旅行には必ず同行し、カメラマン役を務めた。また、手塚治虫の原稿を待っている編集者の麻雀相手をしたり、訪ねて来た手塚ファンの話相手になるなど、気さくな人柄をみせた。虫プロ倒産後は手塚プロダクションのスタッフとなった。
また、後年ヴィジュアリスト・映画監督となった孫の手塚眞にも、写真や8ミリ映画の撮り方を教えるなどして影響を与えた。

## 家族・親族

### 手塚家
- 曾祖父・良仙（光照）（1801年 - 1862年。医師、蘭学者）
- 祖父・良仙（良庵）（1826年 - 1877年。医師、蘭学者）
- 父・太郎（1862年 - 1932年。司法官）
- 妻・文子（1908年[20] - 1983年[21]。陸軍中将・服部英男の娘[22]）
- 長男・治（治虫）（1928年 - 1989年。漫画家）
- 次男・浩（1930年[23] - ）
- 長女・美奈子（1932年 - 2015年[24]）
- 孫・眞（1961年 - 。映像クリエイター）
- 孫・るみ子（1964年 - 。プランニングプロデューサー）
- 孫・千以子（1969年[25] - 。女優）

## 関連書籍
- 丹平写真倶楽部『光〔シリーズ名 日本写真史の至宝〕』（国書刊行会、2006） ISBN 978-4336044891 - 手塚粲の作品も収められている[26]
- 井上晴樹『日本ロボット戦争記：1939〜1945』407頁（NTT出版、2007） ISBN 978-4757160149
- 東京国立近代美術館 編『未完の世紀:20世紀美術がのこすもの』（読売新聞社,2002）
- 『新修豊中市史 第6巻』384頁以下〔手塚粲の項〕、口絵129〔「望郷」手塚粲作 1940年〕
- 手塚悦子：「夫・手塚治虫とともに - 木漏れ日に生きる」、講談社、ISBN 4-06-207330-7（1995年1月20日）。 ※第4章「舅と姑」頁126-134。

## 演じた俳優
- 三浦友和（「天空に夢輝き 手塚治虫の夏休み」1995年）
- 宝田明（「永遠のアトム 手塚治虫物語」1999年）